# Alexis Rubalcaba
Alexis Rubalcaba Polledo (* 10. September 1972 in Pedro Betancourt, Matanzas, Kuba) ist ein ehemaliger kubanischer Amateurboxer im Superschwergewicht.

## Karriere
Nach dem Unfalltod des Olympiasiegers von 1992 Roberto Balado (der auch Rubalcaba geschlagen hatte) hatte Kuba jahrelang ein Problem in der allerhöchsten Gewichtsklasse, dem bei den Amateuren so genannten Superschwergewicht. Sie hatten drei etwa gleich starke Leute mit Michel López, Pedro Carrión und eben dem großgewachsenen, muskulösen 2,04 Meter Mann Rubalcaba, die aber im Gegensatz zur darunter liegenden, bei den Amateuren Schwergewicht genannten Klasse bis 91 kg, in der Kuba jahrelang vollkommen dominierte und mit Félix Savón und Odlanier Solís vier Olympiasiege in Folge feierte, auf Weltebene nicht die ganz großen Erfolge feierten.
Rubalcaba trat erstmals 1996 international in Erscheinung. Bei seinem Erfolg beim Chemiepokal in Halle gelang ihm ein vorzeitiger Sieg gegen Timo Hoffmann, außerdem gewann er die kubanische Meisterschaft mit einem Sieg über Carrión.  Gegen Sjarhej Ljachowitsch gewann er 1996 und verlor 1998 bei einem Turnier in der Tschechischen Republik. Er nahm dann an den Olympischen Spielen in Atlanta teil. Im ersten Kampf besiegte er Paolo Vidoz vorzeitig, schied dann aber im Viertelfinale überraschend gegen den völlig unbekannten Paea Wolfgramm aus Tonga.
1997 gelang ihm mit dem zweiten Platz bei den Weltmeisterschaften in Budapest einer seiner größten Erfolge. Er besiegte kampflos Sinan Şamil Sam, siegte durch KO gegen den Titelverteidiger Alexei Lesin, schlug im Halbfinale Vidoz, verlor aber den Endkampf gegen den Georgier Georgi Kandelaki.
Im Jahr 1998 gewann er mit Siegen über Kay Ahrendt und Andreas Sidon erneut den Chemiepokal. Bei den Goodwill Games in New York schlug er Dominick Guinn, verlor aber dann, wie auch beim Weltcup in Peking, gegen den Italiener Vidoz.
Beim Titelgewinn bei den kubanischen Meisterschaften 1999 besiegte er seine Konkurrenten López und Carrión jeweils durch KO. Auch den Kasachen Muchtarchan Dildabekow besiegte er bei einem internationalen Turnier auf Kuba. in Winnipeg gewann er die Panamerikanischen Spiele. Beim wichtigsten Turnier des Jahres, den Weltmeisterschaften in Houston, schied er schon im Viertelfinale mit seiner dritten Niederlagen im fünften Vergleich gegen Vidoz aus.
2000 gewann er seine vierte nationale Meisterschaft, wieder mit Siegen über López und Carrión sowie den Juniorenweltmeister von 1996, Freddy Soto. Er nahm an den Olympischen Spielen in Sydney teil, wo ihm im ersten Kampf ein spektakulärer KO gegen Cengiz Koç gelang. Doch wie bereits vier Jahre zuvor, kam er wieder nicht über das Viertelfinale hinaus und unterlag dem Kasachen Dildabekow nach Punkten.
Daraufhin wurde er international 2001 nicht nominiert. 2002 gelang ihm ein KO gegen Dildabekow, aber er unterlag 2002 Carrion (gegen den er in seiner Laufbahn zwei Siege bei vier Niederlagen erzielte) und López (den er vorher drei Mal geschlagen hatte) und beendete dann seine Karriere.